# Microlophus

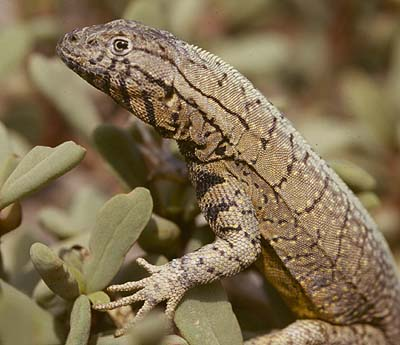
Microlophus peruvianus

A Microlophus a hüllők (Reptilia) osztályának pikkelyes hüllők (Squamata) rendjébe, ezen belül a gyíkok (Sauria) alrendjébe és a Tropiduridae családjába tartozó nem.

## Előfordulásuk
A Microlophus-fajok Dél-Amerika fő hegységének, az Andoknak a nyugati oldalán élnek, Chile, Peru és Ecuador tengerpartjain vagy azok közelében. A 20 fajból, hét kizárólag a Galápagos-szigeteken lelhető fel.

## Rendszerezés
A nembe az alábbi 20 faj tartozik (a csillagos fajok a Galápagos-szigeteken endemikusak):
- Microlophus albemarlensis* (Baur, 1890)
- Microlophus atacamensis (Donoso-Barros, 1960)
- Microlophus bivittatus* (Peters, 1871)
- Microlophus delanonis* (Baur, 1890)
- Microlophus duncanensis* (Baur, 1890)
- Microlophus grayii* (Bell, 1843)
- Microlophus habelii* (Steindachner, 1876)
- Microlophus heterolepis (Weigmann, 1834)
- Microlophus koepckeorum (Mertens, 1956)
- Microlophus occipitalis (Peters, 1871)
- Microlophus pacificus* (Steindachner, 1876)
- Microlophus peruvianus (Lesson, 1830)
- Microlophus stolzmanni (Tschudi, 1845)
- Microlophus tarapacensis (Donoso-Barros, 1966)
- Microlophus theresiae (Steindachner, 1901)
- Microlophus theresioides (Donoso-Barros, 1966)
- Microlophus thoracicus (Tschudi, 1845)
- Microlophus tigris (Tschudi, 1845)
- Microlophus quadrivittatus (Tschudi, 1845)
- Microlophus yanezi (Ortiz-Zapata, 1980)

Egyes kutatók a fenti fajok mellett, a Microlophus albemarlensis számos változataiból hármat (Microlophus jacobi, Microlophus indefatigabilis és Microlophus barringtonensis) önálló, külön fajokként kezelnek; bár ezzel a szétválasztással kutatók többsége nem ért egyet.

## Fordítás
- Ez a szócikk részben vagy egészben  a   Microlophus című angol Wikipédia-szócikk ezen változatának fordításán alapul.  Az eredeti cikk szerkesztőit annak laptörténete sorolja fel. Ez a jelzés csupán a megfogalmazás eredetét és a szerzői jogokat jelzi, nem szolgál a cikkben szereplő információk forrásmegjelöléseként.